# Park Ji-hoo
Park Ji-hoo (en hangul, 박지후; hanja : 朴志厚; RR: Bak Ji-hu; 7 de noviembre de 2003) es una actriz surcoreana. Saltó a la fama internacional gracias a su papel en Estamos muertos.

## Vida personal
Park Ji-hoo nació en Daegu, Corea del Sur, el 7 de noviembre de 2003. En noviembre de 2021 fue admitida al primer curso del Departamento de Cine y Teatro de la Universidad de Hanyang.

## Carrera
Su agencia de representación es BH Entertainment. En esta etapa de aprendizaje, Park se ha fijado como modelo a seguir a Han Ji-min.
Park Ji-hoo comenzó a actuar de modo casual cuando estaba en quinto curso de enseñanza primaria, tras participar en una audición callejera. Debutó como actriz en el cortometraje Home Without Me (2016), antes de obtener papeles menores en las películas Vanishing Time: A Boy Who Returned (2016), Fabricated City (2016) y The Witness (2018).
Sin embargo, fue en 2018 cuando se dio a conocer internacionalmente con su papel protagonista en la cinta independiente House of Hummingbird, que se exhibió en el Festival Internacional de Cine de Busan ese año. Su interpretación de Eun-hee le valió múltiples reconocimientos de la crítica y premios, entre ellos el de Mejor actriz en el Festival de Cine de Tribeca de 2019, que motivó la concesión del premio «por una actuación sutil de enorme variedad y complejidad».
En julio de 2020 fue confirmada como protagonista de la serie de Netflix Estamos muertos (título en inglés, All of Us Are Dead), una historia de zombis basada en un popular webtoon que se estrenó en esa plataforma el 28 de enero de 2022 con gran éxito de audiencia.
En abril de 2021 la actriz comenzó el rodaje de Concrete Utopia, una película de suspenso y catástrofes cuyo estreno está previsto en 2022. En ella es Hye-won, una estudiante de secundaria que sobrevive a un devastador terremoto en Seúl.
El 22 de diciembre de 2021 se anunció que formaría parte del elenco de la serie de tvN Las hermanas, donde da vida a Oh In-hye, la hermana menor, una adolescente cuyas hermanas mayores trabajan duro por ella y que, a pesar de la situación financiera de su familia, ingresa en una escuela secundaria de arte gracias su talento natural. La serie está inspirada en la novela homónima de Louisa May Alcott, y dirigida por Kim Hee-won.

## Filmografía

### Películas
| Año  | Título                             | Hangul                       | Papel                    | Notas        | Ref.          |
| ---- | ---------------------------------- | ---------------------------- | ------------------------ | ------------ | ------------- |
| 2016 | Casa sin mí                        | 나만 없는 집                 | Se-yeong                 | Cortometraje |               |
| 2016 | Para deshacerse de todo esto       | 이 모든 것을 벗어나기 위하여 |                          | Cortometraje |               |
| 2016 | Vanishing Time: A Boy Who Returned | 가려진 시간                  | Niña parecida a Soo-rin  |              |               |
| 2017 | Fabricated City                    | 조작된 도시                  | Estudiante de secundaria |              |               |
| 2018 | The Witness                        | 목격자                       | Ye-seul                  |              |               |
| 2018 | House of Hummingbird               | 벌새                         | Kim Eun-hee              |              | [ 4 ]         |
| 2021 | Light and Iron                     | 빛과 철                      | Eun-young                |              | [ 2 ] [ 15 ]  |
| 2023 | Concrete Utopia                    | 콘크리트 유토피아            | Hye-won                  |              | [ 11 ] [ 16 ] |

### Series de televisión
| Año  | Título                | Papel                  | Canal   | Notas              | Ref.          |
| ---- | --------------------- | ---------------------- | ------- | ------------------ | ------------- |
| 2018 | Sweet Revenge 2       | Lee Ha-yan             | XtvN    | Serie web          |               |
| 2019 | Beautiful World       | Jung Da-hee            | JTBC    |                    | [ 17 ]        |
| 2022 | Estamos muertos       | Nam On-jo              | Netflix | Serie web          | [ 8 ] [ 18 ]  |
| 2022 | Las hermanas          | Oh In-hye              | tvN     |                    | [ 14 ]        |
| 2023 | Miracle Brothers      | Chae Woo-jung de joven | JTBC    | Aparición especial | [ 19 ]        |
| 2025 | Primavera de juventud | Kim Bom                | SBS     |                    | [ 20 ] [ 21 ] |
| —    | Spirit Fingers        | Song Woo-yeon          |         |                    | [ 22 ]        |

### Programas de variedades
| Año  | Programa                           | Notas    | Ref.          |
| ---- | ---------------------------------- | -------- | ------------- |
| 2022 | Knowing Brothers (Ask Us Anything) | invitada | [ 23 ] [ 24 ] |

### Vídeos musicales
| Año  | Título  | Artista  | Ref.          |
| ---- | ------- | -------- | ------------- |
| 2022 | «Ditto» | NewJeans | [ 25 ] [ 26 ] |

### Revistas / sesiones fotográficas
| Año  | Revista      | Notas                   | Ref.   |
| ---- | ------------ | ----------------------- | ------ |
| 2022 | Marie Claire | junto a Yoon Chan-young | [ 27 ] |

## Premios y nominaciones
| Año  | Premio                                         | Categoría               | Papel                | Resultado | Ref.          |
| ---- | ---------------------------------------------- | ----------------------- | -------------------- | --------- | ------------- |
| 2019 | 18th Tribeca Film Festival                     | Mejor actriz            | House of Hummingbird | Ganadora  | [ 7 ]         |
| 2019 | 13th Asia Pacific Screen Awards                | Mejor actriz            | House of Hummingbird | Nominada  | [ 28 ] [ 29 ] |
| 2019 | 39th Korean Association of Film Critics Awards | Mejor actriz revelación | House of Hummingbird | Ganadora  | [ 30 ]        |
| 2019 | 40th Blue Dragon Film Awards                   | Mejor actriz revelación | House of Hummingbird | Nominada  | [ 31 ]        |
| 2019 | 8th Best Star Awards                           | Mejor actriz revelación | House of Hummingbird | Ganadora  | [ 32 ]        |
| 2019 | 4th London East Asia Film Festival             | Mejor actriz revelación | House of Hummingbird | Ganadora  | [ 33 ]        |
| 2019 | 19th Director's Cut Awards                     | Mejor actriz revelación | House of Hummingbird | Ganadora  | [ 34 ]        |
| 2019 | Cine 21 Awards                                 | Mejor actriz revelación | House of Hummingbird | Ganadora  | [ 35 ]        |
| 2020 | 56th Grand Bell Awards                         | Mejor actriz revelación | House of Hummingbird | Nominada  | [ 36 ]        |
| 2020 | 25th Chunsa Film Art Awards                    | Mejor actriz revelación | House of Hummingbird | Nominada  | [ 37 ]        |
| 2020 | 29th Buil Film Awards                          | Mejor actriz revelación | House of Hummingbird | Nominada  |               |
| 2020 | 7th Wildflower Film Awards                     | Mejor actriz            | House of Hummingbird | Ganadora  | [ 38 ]        |
| 2020 | 56th Baeksang Arts Awards                      | Mejor actriz revelación | House of Hummingbird | Nominada  | [ 39 ]        |
| 2022 | 8th APAN Star Awards                           | Mejor actriz revelación | Estamos muertos      | Ganadora  | [ 40 ] [ 41 ] |
| 2022 | Blue Dragon Series Awards                      | Mejor actriz revelación | Estamos muertos      | Nominada  | [ 42 ]        |